# The Goon
The Goon é uma série de revistas em quadrinhos americana criada por Eric Powell e publicada desde 2003 pela Dark Horse Comics. Powell é o responsável pelos roteiros e pela arte, e a série é conhecida por seu experimentalismo e bizarrices ao retratar o protagonista, "Goon", enfrentando as criaturas mais fantásticas e diversas. Poweel já incluiu nas histórias desde "lagartos gigantes que falam espanhol" a "monstros marinhos tarados" e a série já foi indicada a várias vezes ao Eisner Awards. Em 2005, venceu a premiação na categoria "Melhor Série", para a qual já havia sido indicada no ano anterior. Por seu trabalho na série, Powell foi quatro vezes indicado ao Eisner de "Melhor Escritor/Desenhista", em 2004, 2005, 2006 e 2008, vencendo apenas a última. Em 2008 Powell também venceria na categoria "Melhor Pintor".